# 그리스와 덴마크의 공주 이리니
그리스와 덴마크의 공주 이리니(그리스어: Πριγκίπισσα Ειρήνη της Ελλάδας και Δανίας 프링기피사 이리니 티스 엘라다스 케 다니아스[*], 1904년 2월 13일 ~ 1974년 4월 15일)는 그리스 왕국의 국왕 콘스탄티노스 1세의 딸이다. 아이모네 디 사보이아오스타 공작과 결혼하였다. 슬하에 외아들 아메데오가 있다.